# Von Kyburg
von Kyburg eller von Kiburg var en grevlig ätt som behärskade stora områden i nuvarande norra Schweiz från 1060-talet fram till år 1263. Släktnamnet kommer från borgen Kyburg i kantonen Zürich. En kvinnolinje levde vidare som Neu-Kyburg eller Kyburg-Burgdorf fram till år 1418.

## Historia

### von Kyburg
1065 eller 1070 expanderade den schwabiska familjen von Dillingen söder om Rhen. När Greve Hartmann (I) von Dillingen gift sig med Adelheid, en högättad kvinna från Winterthur, kunde han göra anspråk på områden i nuvarande Thurgau och runt Winterthur, däribland borgen Kyburg.
Efter Hartmanns död år 1121 delades väldet: Hans sonson, Hartmann (III), övertog besittningarna söder om Rhen, men inbands i Hohenstaufens klientel.
Hartmanns III:s son Ulrich gifte sig med Anna, dotter till Berchtold V von Zähringen. Under 1100-talet fick Winterthur und Diessenhofen stadsrättigheter. När Zähringarnas manslinje utslocknade år 1218 ärvde Ulrich områden västerut, däribland städerna Burgdorf, Fribourg och Thun. Senast 1243 hade huset växlat sida till den påvliga oppositionen mot Hohenstaufen. Von Kyburgs manslinje utslocknade med Hartmann V år 1263.

#### Städer som grundlagts under Kyburgarna
Under 1100-talet
- Winterthur
- Diessenhofen

Runt år 1230 och senare
- Mellingen
- Aarau
- Lenzburg
- Sursee
- Richensee - numera en del av kommunen Hitzkirch.

### Neu-Kyburg
Hartmanns V dotter Anna gifte sig med Eberhard I von Habsburg-Laufenburg, som därigenom kunde överta besittningarna i västra Schweiz. Denna grevliga familj kallas Neu-Kyburg eller Kyburg-Burgdorf. Familjen hade ekonomiska svårigheter och måste balansera mellan Habsburg, Savojen och städerna Bern och Solothurn. Den bestod till år 1418.

## Familjevapnet
Kyburgs familjevapens två gående lejon kan syfta på Hartmanns (I) och Adelheids ätter. Bilden återkommer bland annat i Thurgaus kantonsvapen och i Winterthurs stadsvapen.